# Christian Sørensen
Pour les articles homonymes, voir Sørensen.
Christian Sørensen, né le 6 août 1992 à Odense au Danemark, est un footballeur danois qui évolue au poste d'arrière gauche au Vejle BK.

## Biographie

### Débuts professionnels
Christian Sørensen est formé par le Næsby Boldklub (en) avant de poursuivre sa formation à l'Odense BK. Il joue son premier match en professionnel avec ce club, lors de la première journée de la saison 2011-2012, le 16 juillet 2011, contre le FC Nordsjælland. Il entre en jeu à la place de Bashkim Kadrii lors de cette rencontre remportée par son équipe sur le score de deux buts à zéro.
Le 15 septembre 2011, il joue son seul et unique match de Ligue Europa, lors d'un déplacement sur le terrain du Wisła Cracovie (victoire 1-3 à l'extérieur).
Le 24 mai 2013, est annoncé le transfert de Christian Sørensen au Silkeborg IF. Le joueur, en fin de contrat, signe librement avec son nouveau club.

### FC Fredericia
Le 13 février 2017, Christian Sørensen s'engage en faveur du FC Fredericia, club évoluant alors en deuxième division danoise. Il joue son premier match pour sa nouvelle équipe le 5 mars 2017, lors d'une rencontre de championnat face au Næstved BK. Il entre en jeu et marque également son premier but, donnant par la même occasion la victoire à son équipe, qui l'emporte par deux buts à un.

### Viborg FF
Le 9 juillet 2019, Christian Sørensen s'engage librement en faveur du Viborg FF.
Il est sacré champion de deuxième division danoise à l'issue de cette saison 2020-2021, et participe donc à la promotion du club dans l'élite du football danois.
Sørensen retrouve donc l'élite du football danois avec Viborg lors de la saison 2021-2022 et contribue au bon début de saison de son équipe, se révélant comme l'un des joueurs les plus performants du championnat, étant notamment à l'automne à l'origine de 62 occasions de buts, plus que tout autre joueur de la Ligue. Ses prestations attirent notamment l'Aalborg BK en janvier, lors du mercato hivernal, mais il reste à Viborg. Sørensen continue sur sa lancée, étant l'un des meilleurs passeurs décisifs du championnat et contribuant à la bonne saison du promu.

### FC Copenhague
Le 31 août 2022, lors du dernier jour du mercato estival, Christian Sørensen s'engage en faveur du FC Copenhague. Il signe un contrat courant jusqu'en juin 2025.
Sørensen est sacré champion du Danemark pour la première fois pour sa participation à la saison 2022-2023, le FC Copenhague glanant le quinzième titre de son histoire,.

### FC Midtjylland
Le 8 août 2024, Christian Sørensen signe en faveur du FC Midtjylland. L'arrière gauche de 32 ans s'engage pour un contrat courant jusqu'en juin 2027,.

### Vejle BK
Lors de l'été 2025, Christian Sørensen rejoint le Vejle BK. Le transfert est annoncé le 22 juin 2025 et il signe un contrat de trois ans, soit jusqu'en juin 2028

## Palmarès

### En club
Viborg FF
- Championnat du Danemark D2 (1) :
  - Champion : 2020-21.

 FC Copenhague
- Championnat du Danemark (1) :
  - Champion : 2022-23.
- Coupe du Danemark (1) :
  - Vainqueur : 2022-23.